# イバン・ベニート
イバン・ベニート（Ivan Benito、1976年8月27日 - ）は、スイスとスペインの元サッカー選手。ポジションはGK。

## クラブ歴
アーラウに生まれ、地元のFCアーラウの下部組織に在籍。1996年にトップチームに昇格した。
2003年にUSピストイエーゼ1921に、2005年にSSユーヴェ・スタビアに移籍しイタリアに在籍した。
2007年にアーラウに復帰。2010年にグラスホッパー・クラブ・チューリッヒに移籍。翌年、BSCヤングボーイズに移籍。2013年にFCヴォーレンに移籍、翌年引退した。

## 家族
甥のロリス・ベニートもサッカー選手。